# Facundo Roncaglia
Facundo Sebastián Roncaglia (ur. 10 lutego 1987 w Chajarí) – argentyński piłkarz grający na pozycji obrońcy w hiszpańskim klubie CA Osasuna.

## Kariera klubowa
Rozpoczął profesjonalną karierę w 2007 roku w Club Atlético Boca Juniors. W klubie tym spędził całą karierę juniorską. Grał w nim do 2012. W międzyczasie był dwukrotnie wypożyczany: w lipcu 2009 roku do RCD Espanyol i w czerwcu 2010 do Estudiantes La Plata. W lipcu 2012 podpisał czteroletni kontrakt z ACF Fiorentina. We włoskim klubie zadebiutował 25 sierpnia 2012 w meczu 1. kolejki Serie A z Udinese Calcio. Pierwszego gola strzelił 22 września 2012 w meczu 4. kolejki ligowej z Parmą. Bramka padła z 32 m, a piłka leciała z prędkością 99 km/h. We wrześniu 2014 został wypożyczony do Genoa CFC. Po sezonie 2014/2015 wrócił do Fiorentiny. W lipcu 2016 podpisał czteroletni kontrakt z Celtą Vigo.

## Kariera reprezentacyjna
W reprezentacji Argentyny zadebiutował 16 listopada 2013 w meczu z Ekwadorem, w którym zszedł z boiska w 62. minucie.

## Życie prywatne
Jego przodkowie pochodzili z Włoch, z okolic Giugliano in Campania. Ma podwójne obywatelstwo.

## Styl gry
Na początku kariery grał jako napastnik. Jego ulubioną pozycją jest środkowy obrońca, jednakże potrafi grać jako skrajny obrońca.